# Hurricane (canción de Bridgit Mendler)
«Hurricane» es una canción de la artista estadounidense Bridgit Mendler, tomado del álbum debut, Hello My Name Is... (2012). Fue compuesta por Mendler, Emanuel Kiriakou, Evan Kidd Bogart y Andrew Goldstein. La canción fue lanzada como sencillo promocional en iTunes como sencillo de la semana el 22 de octubre de 2012, y más tarde se anunció que era el segundo sencillo oficial del álbum.
La canción recibió críticas positivas de los críticos de música, alabando la voz de Mendler y la influencia del reggae de la canción. Los críticos alabaron en gran medida las habilidades de Mendler para rapear, que ha sido comparada con Cher Lloyd, Lily Allen y Karmin. La canción debutó en el número 194 de la lista South Korean International Singles Chart, por lo que es la segunda canción para listar en el país.

## Antecedentes, desarrollo y lanzamiento
En una entrevista para Just Jared, Mendler dijo: "Espero que los fans tengan algo que no esperas de ello. Es una especie de funky, música de jazz, pop con un poco de R&B. Cada canción es bastante única y tiene su propio estilo e inspiración, así que espero que la gente disfrute de la diversidad!". En su actuación en Cellular Lounge, reveló que la canción era la canción favorita del álbum.
"Hurricane" es subida a YouTube el 21 de septiembre de 2012. Su sello discográfico luego fue subida una versión acústica de la canción en el canal VEVO de Mendler el 9 de octubre de 2012 para su documental especial para VEVO Lift. El 22 de octubre de 2012, la canción fue lanzada como sencillo promocional en iTunes. "Hurricane" se convirtió en el Single of Week en iTunes en la primera semana. El video acústico de "Hurricane" para VEVO Lift fue lanzado para descarga digital el 18 de diciembre de 2012.
El 25 de diciembre de 2012, durante un programa de radio, Mendler reveló que la canción será lanzada como el segundo sencillo, pero no tiene una fecha. El 30 de enero, la canción fue lanzada por radio premiere.

## Composición
Una canción pop de medio tempo, "Hurricane" expone elementos de reggae fusion y R&B. Construida sobre un ritmo, multi-marcas de revisión armonícas, la instrumentación de la canción incluye lentos rebote de tonos de teclados y batería. La canción fue escrita por Mendler y los compositores estadounidenses Emanuel "Eman" Kiriakou, Evan "Kidd" Bogart y Andrew "Goldstein", y producido por Kiriakou y Goldstein. Líricamente, la canción da oda al amor en desastre, la reconciliación y la perseverancia en el amor. En una entrevista para Coup de Main Magazine, Mendler comentó sobre la grabación de una canción de rap por primera vez. Dijo:

"Me encantó la grabación del rap en 'Hurricane'. Eso fue muy divertido. Fue muy experimental para mí, no había hecho mucho rap antes. No fue una decisión deliberada... habíamos escrito la canción y yo había entrado a grabar y luego los chicos estaban como: "¿Por qué no simplemente tratas de rapear esta parte?". Así que lo hice y entonces es como que funcionaba y decidimos mantenerlo. Así que no es intencional, pero a veces las cosas suceden en el momento".

## Recepción

### Recepción de la crítica
La canción ha recibido comentarios positivos de los críticos de música. Tim Sendra de Allmusic fue una revisión, alabando su "voz para cantar bien" y su "manera de composición". Comentó: "Mendler intenta escupir algunos bares y tira su mano en el rap en esta atractiva y relajado pista. Con un poco de influencia del reggae, esto es algo bueno!", Peppa Miny de Oh No They Didn't fue positiva y dijo: "Me gusta mucho las canciones que he escuchado". Disney Dreaming dijo que era la mejor canción del álbum. La revista Girls' Life fue positiva y comentó que "Hurricane" es dulce y tiene buenos ritmos. Sam Wilbur de AOL dijo Mendler mostró una voz potente y talentosa en la canción. Wibul comentó que "Hurricane" es "relajado con cierta influencia de reggae, pero es de ritmo rápido" y "bastante pegadizo y muestra los aspectos infecciosos e ingenioso de las habilidades de Mendler". El crítico de AOL también comparó la canción de Mendler con Cher Lloyd y el dúo Karmin.
MuchMusic dijeron que estaban enamorándose por "Hurricane": "Después de cautivar con su interpretación simplificada de 'Ready Or Not', nos estaban esperando grandes cosas de Bridgit Mendler. La actriz/cantante no defrauda con su segundo sencillo, 'Hurricane'." Elogiaron su voz, y dijeron que la canción suena como Cher Lloyd y Lily Allen e infunde elementos de rap, góspel y pop. Kai de la revista Embrace You comentó que la canción era irónica, porque en esa época los Estados Unidos tiene huracanes reales. Pero fue positivo y dijo: "Me encanta esta canción. El comienzo acústico me atrapó al instante y soy adicto a ella “oh, oh, oh…” El juego de la cantante en materia de desastres naturales, como metáforas de la forma en que ella siente por su interés amoroso, una vez más demuestra que ingeniosa es como artista. La vía rápida del ritmo pop rock conducido es a la vez fácil de recordar y sustancial".

### Rendimiento en las listas
En la semana que finalizó el 27 de octubre de 2012, la versión del álbum de "Hurricane" debutó en el número 194 del South Korean International Singles Chart, por lo que es la segunda canción en listar en el país.
mientras que en Estados Unidos la Canción entró a la lista Billboard Hot 100 a la siguiente semana de estreno, el sencillo entró a la posición #23 en la Tabla Billboard

## Actuaciones en directo
La canción fue interpretada en todas las fechas de su gira, Bridgit Mendler: Live in Concert. En 20 de octubre, Mendler interpretó la canción en Radio Disney el programa de Disney Channel Total Access. La versión acústica de "Hurricane" fue interpretada en Off the Charts, en Clevver TV. En mayo, viajó a Argentina para grabar apariciones en la telenovela espectáculo latino Violetta y cantó "Hurricane" con el elenco.

## Lista de canciones
| - US iTunes promotional single 1. "Hurricane" – 4:03 - US Mainstream radio 1. "Hurricane" (Radio edit) – 3:43 - Remix single 1. "Hurricane" - 4:06 2. "Hurricane" (C&M Remix) - 4:14 | - EP remixes 1. "Hurricane" (Bit Error vocal remix) - 5:30 2. "Hurricane" (Belanger Remix) - 4:21 3. "Hurricane" (Frank Lamboy remix) - 5:04 4. "Hurricane" (Alex Ghenea remix) - 4:00 5. "Hurricane" (C&M Remix) - 4:13 |

## Créditos y personal
Los créditos para la versión del álbum de "Hurricane" se ha adaptado de las notas de Hello My Name Is....
| - Bridgit Mendler – Voz, Compositora, Coros - Emanuel "Eman" Kiriakou – Compositor, Bajo, Guitarra, Teclados, Productor, Programación, Ukulele - Evan "Kidd" Bogart – Compositor - Andrew "Goldstein" Goldstein – Compositor, Coros, Bajo, Guitarra, Teclados, Productor, Programación - Jai Marlon – Teclados, Productor, Programación, Arreglos de cuerdas, Violines, Sintetizador, Whistle - Jeremiah Olvera – Asistente de mezcla - David Ryan – Guitarra | - Phil Shaouy – Guitarra - Donnell Shawn Butler – Coros - Donnell Shawn – Coros - Spencer Lee – Coros - Freddy Wexler – Teclados, Productor, Arreglos de cuerdas, Violines, Sintetizador, Productor vocal, Whistle - Pat Thrall – Edición - Jens Koerkemeier – Edición, Ingeniero - Chris Gehringer – Masterización - Serban Ghenea – Mezcla |

## Posicionamiento en listas
| Listas (2012-13)                                  | Máxima posición |
| ------------------------------------------------- | --------------- |
| Australia (ARIA)                                  | 82              |
| Bélgica (Flandes) (Ultratip Bubbling Under)       | 65              |
| Bélgica (Valonia) (Ultratip Bubbling Under)       | 43              |
| Brasil (Billboard Brasil Hot 100)                 | 92              |
| Canadá (Canadian Hot 100)                         | 81              |
| Corea del Sur (Gaon International Chart)          | 44              |
| Estados Unidos Bubbling Under Hot 100 (Billboard) | 1               |
| Irlanda (IRMA)                                    | 77              |
| México Ingles Airplay (Billboard)                 | 23              |
| Portugal (Billboard)                              | 42              |
| Reino Unido Singles (Official Charts Company)     | 10              |
| Ucrania (FDR Charts)                              | 4               |

## Certificaciones
| País           | Organismo certificador | Certificación | Ref.   |
| -------------- | ---------------------- | ------------- | ------ |
| Estados Unidos | RIAA                   | Oro           | [ 40 ] |
| Venezuela      | APFV                   | 3X Platino    |        |

## Historial del lanzamiento
| País           | Fecha                 | Formato                                 | Discográfica      |
| -------------- | --------------------- | --------------------------------------- | ----------------- |
| Estados Unidos | 22 de octubre de 2012 | Sencillo promocional — descarga digital | Hollywood Records |
| Estados Unidos | 30 de enero de 2013   | Estreno radial                          | Hollywood Records |
| Estados Unidos | 12 de febrero de 2013 | Mainstream radio                        | Hollywood Records |
| Canadá         | 2 de abril de 2013    | Remix del sencillo                      | Hollywood Records |
| Irlanda        | 21 de junio de 2013   | Remix del sencillo, Remixes EP          | Hollywood Records |
| Reino Unido    | 21 de junio de 2013   | Remix del sencillo, Remixes EP          | Hollywood Records |
| Austria        | 21 de junio de 2013   | Remiexes EP                             | Hollywood Records |
| Bélgica        | 21 de junio de 2013   | Remiexes EP                             | Hollywood Records |
| Finlandia      | 21 de junio de 2013   | Remiexes EP                             | Hollywood Records |
| Alemania       | 21 de junio de 2013   | Remiexes EP                             | Hollywood Records |
| Países Bajos   | 21 de junio de 2013   | Remiexes EP                             | Hollywood Records |
| Nueva Zelanda  | 21 de junio de 2013   | Remiexes EP                             | Hollywood Records |
| Noruega        | 21 de junio de 2013   | Remiexes EP                             | Hollywood Records |
| Canadá         | 25 de junio de 2013   | Remiexes EP                             | Hollywood Records |
| Estados Unidos | 25 de junio de 2013   | Remiexes EP                             | Hollywood Records |